# Virtua Tennis 2
Virtua Tennis 2 (Power Smash 2 au Japon, Tennis 2K2 aux États-Unis) est un jeu vidéo de tennis développé par Hitmaker et édité par Sega en 2001 sur borne d'arcade et Dreamcast. Il a été adapté en 2002 sur PlayStation 2. C'est la suite de Virtua Tennis.

## Système de jeu
Le système de jeu de ce second opus reprend les bases posées par le premier Virtua Tennis. Trois boutons suffisent pour effectuer la totalité des actions : lob, amorti, frappe du fond du court ou coup slicé. Une pression plus ou moins longue sur les différents boutons influencera la puissance des frappes. C'est en fait l'utilisation des touches "bas" et "haut" qui étend la panoplie des coups disponibles en permettant des frappes profondes ou des balles très courtes.
Le placement tient une place prépondérante dans la réussite des offensives et dans la mise en place d'une tactique de jeu efficace. Tout comme au tennis, le joueur devra se mettre dans les conditions d'adresser un coup de qualité en se positionnant avant la réception. Dans le cas contraire il délivrera une frappe sans consistance et s'exposera à une contre-attaque adverse. Un bon placement assure non seulement une frappe profonde et rapide, mais un éventail d'angles plus large ou encore la possibilité de préparer une balle amortie.
Le service est lui aussi déterminant lors des matchs : après une première pression sur un bouton d'action, le personnage lance la balle et une jauge représentant son mouvement apparaît et se remplit progressivement avant de se vider. Une seconde pression stoppe le remplissage de la jauge, le but étant d'atteindre le niveau maximal pour décocher un engagement gagnant et difficile à renvoyer pour l'adversaire. Le joueur doit aussi tenir compte du terrain sur lequel se déroulent ses affrontements. Il est ainsi plus difficile sur terre battue de prendre l'adversaire de vitesse du fond du court; le gazon quant à lui favorise les attaquants adeptes du service-volée.

## Modes de jeux
- Mode Arcade : Il consiste à jouer contre plusieurs adversaires successivement en tentant d'obtenir le meilleur classement final. Le niveau de difficulté est paramétrable mais augmente après chaque victoire. Les matchs se déroulent en au plus un set gagnant.
- Mode Exhibition : Permet d'affronter de un à quatre adversaires humains en simple ou en double. Il est possible d'utiliser un personnage antérieurement créé par le joueur lui-même en mode world tour. Les matchs se déroulent en au plus un set gagnant.
- Mode World tour : Après avoir créé et personnalisé un personnage, le joueur doit l'entraîner à travers différents défis autour du globe.

Dans le mode World tour, on trouve des épreuves dont la difficulté augmente au fil de la progression. Chacune d'entre elles est axée sur une compétence particulière : jeu de jambe, endurance, service, précision ou jeu à la volée. En les réussissant le personnage gagne des points d'expérience dans le domaine d'expression proposé par l'épreuve.
Lorsque le joueur a atteint un certain niveau, il peut participer à des tournois plus ou moins rémunérateurs et permettant eux aussi de gagner en expérience. Par la suite, il est possible de prendre part à des tournois plus attractifs mais beaucoup plus difficiles.
L'argent récolté peut être dépensé dans des magasins où sont proposées des raquettes plus performantes ou des boissons énergisantes pour permettre au personnage de reprendre des forces en vue de prochaines échéances de tournois. Un calendrier permet d'ailleurs de mieux organiser les journées du champion et de le tenir prêt pour les rencontres importantes. Les boutiques vendent également des accessoires sportswear : bandeaux, shorts, polos, casquettes ou chaussures sont ainsi disponibles.

## Liste des personnages
Virtua Tennis 2 permet, contrairement à son prédécesseur, de sélectionner des personnages féminins dont les deux sœurs Williams qui officiaient au moment de la sortie du jeu sur le circuit WTA. Des matchs en double mixtes peuvent ainsi être organisés mais il n'est pas possible de faire s'affronter un joueur et une joueuse. Chaque personnage possède des caractéristiques qui lui sont propres et dont le joueur devra profiter au maximum:
- Joueurs
  - Patrick Rafter  : Serveur volleyeur
  - Tim Henman  : Serveur volleyeur
  - Cédric Pioline  : Joueur complet
  - Ievgueni Kafelnikov  : Joueur complet
  - Tommy Haas  : Coup droit puissant
  - Thomas Enqvist  : Revers puissant
  - Magnus Norman  : Joueur rapide
  - Carlos Moyà  : Frappes puissantes
- Joueuses
  - Venus Williams  : Joueuse complète
  - Serena Williams  : Frappes puissantes
  - Lindsay Davenport  : Joueuse complète
  - Monica Seles  : Frappes puissantes
  - Mary Pierce  : Coup droit puissant
  - Arantxa Sánchez Vicario  : Coups variés
  - Jelena Dokić  : Joueuse rapide
  - Alexandra Stevenson  : Revers puissant
- Personnages cachés
  - King : Master
  - Queen : Master

## Accueil
- Famitsu : 31/40[1]
- Gamekult : 9/10[2]
- Jeux vidéo Magazine : 17/20 (PS2)[3]
- Jeuxvideo.com : 18/20[4]